# Marianów (Słupia)
Pour les articles homonymes, voir Marianów.
Marianów est une localité polonaise de la gmina de Słupia, située dans le powiat de Skierniewice en voïvodie de Łódź.